# Quận Ness, Kansas
Quận Ness là một quận thuộc tiểu bang Kansas, Hoa Kỳ. Theo điều tra dân số năm 2000 của Cục điều tra dân số Hoa Kỳ, quận có dân số 3454 người. Quận có diện tích 2784 km². Thủ phủ đóng tại Ness City.